# Trần Văn Chương
Trần Văn Chương, né le 2 juin 1898 et mort le 24 juillet 1986 à Washington, est une personnalité politique vietnamienne.

## Biographie
Trần Văn Chương est ministre des Affaires étrangères de l'Empire du Vietnam, un État fantoche japonais qui existait en 1945.
Il est l'ambassadeur du Sud-Vietnam aux États-Unis au début des années 1960.
Chương est le père de la première dame de facto du pays, Tran Lê Xuân, connue comme Madame Nhu (1924-2011).

### Coup d'État au Sud Vietnam
Le 1er novembre 1963, le gendre de Chương, Ngô Đình Nhu, et le frère de celui-ci, le président Ngô Đình Diệm, sont assassinés lors d'un coup d'État dirigé par le général Dương Văn Minh.

### Décès
Chương et sa femme restent aux États-Unis, à Washington DC. Le 24 juillet 1986, ils sont retrouvés étranglés à leur domicile. Leur fils, Trần Văn Khiêm, est accusé du meurtre mais jugé inapte à être jugé. Les restes de Chương et de sa femme sont enterrés au cimetière de Rock Creek à Washington DC.